# Валериј Борчин
Валериј Викторович Борчин (рус. Валерий Викторович Борчин; рођ. 11. септембра 1986. у Поводимово, Мордовија) је Русијаруски атлетичар који се такмичи у брзом ходању..
На Европском првенству 2006. у Гетеборгу је освојио сребрну медаљу у ходању на 20 km, а највећи успех је постигао освајајући златну медаљу на Олимпијским играма 2008. одржаним у Пекингу.
Борчин је такође био врло успешан и на светским првенствима, освојивши две златне медаље. На Светском првенству 2009. у Берлину је победио са резултатом 1:18,41, док је на следећем првенству у Тегуу, одбранио титулу резултатом 1:19:56.
Лични рекорди:
Ходање 10.000 м — 43:18,0 12. јун 2004. Чебоксари
Ходање 10 км - 39:56,0 13. март 2005. Адлер
Ходање 20 км - 1:17,55 23. фебруар 2008. Адлер
Значајнији резултати у ходању на 20 km:
| Год. | Такмичење                 | Место              | Плас. | Рез.    |
| ---- | ------------------------- | ------------------ | ----- | ------- |
| 2006 | Европско првенство 2006.  | Гетеборг, Шведска  | 2     | 1:20,00 |
| 2008 | ИААФ Светско куп у ходању | Чебоксари, Русија  | 2     | 1:18,21 |
| 2008 | Олимпијске игре           | Пекинг, Кина       | 1     | 1:19,01 |
| 2009 | Светско првенство         | Берлин, Немачка    | 1     | 1:18,41 |
| 2011 | Светско првенство         | Тегу, Јужна Кореја | 1     | 1:19:56 |